# Lampides atina
Lampides atina är en fjärilsart som beskrevs av Hans Fruhstorfer 1916. Lampides atina ingår i släktet Lampides och familjen juvelvingar. Inga underarter finns listade i Catalogue of Life.